# Костылево (Кичменгско-Городецкий район)
Костылево — деревня в Кичменгско-Городецком районе Вологодской области.
Входит в состав Енангского сельского поселения, с точки зрения административно-территориального деления — в Нижнеентальский сельсовет.
Расстояние до районного центра Кичменгского Городка по автодороге составляет 71,5 км.
Население по данным переписи 2002 года — 2 человека.